# Samostalnik
Samostalnik (substantiv) je besedna vrsta, poimenuje osebe, živali, rastline, predmete in pojme. Skupaj s samostalniškim zaimkom in posamostaljeno pridevniško besedo sodi med samostalniške besede. Za razliko od pridevnika, ta stoji sam.
Samostalniku lahko določimo spol (v slovenščini moški, ženski ali srednji: npr. korak, lipa, mesto), število (ednina, dvojina, množina), sklon, določnost (slovenski samostalniki so določni) in sklanjatev ter naglasni tip.

## Skladenjske vloge
V stavku lahko ima samostalnik naslednje skladenjske vloge:
- osebek (Sosed se je odpeljal.),
- predmet (Pišem pesem.),
- povedkovo določilo (Moj stric je bil zdravnik.),
- prislovno določilo (Sestra pride v četrtek.),

Samostalnik se lahko veže s prilastkom (Danes je najdaljši dan v letu.) ali pa ima sam vlogo prilastka (Popil je vrč piva.).

## Edninski in množinski samostalniki
Edninski samostalniki imajo le edninsko obliko, dvojine in množine ni možno tvoriti. Mednje sodijo skupna, snovna in pojmovna imena, kolikor so edninska (npr. gospoda, železo, lepota).
Množinski samostalnik je samostalnik, ki ima v množini tudi drugačen pomen (npr. ribe kot snovno ime, metuljnice kot ime za rastlinsko vrsto). Kadar pa ima samostalnik le množinsko obliko, gre za t. i. samomnožinski samostalnik (npr. možgani, Vevče, samomnožinska je tudi oblika ljudje).